# Auf deinen Schwingen
Auf deinen Schwingen (alem. "Sobre tus alas") es un álbum de estudio de la banda austríaca L'Âme Immortelle.

## Lista de canciones
1. "Auf deinen Schwingen" - 3:37
2. "Herzschlag" - 3:34
3. "Du siehst mich nicht" - 3:55
4. "Nur Du" - 3:19
5. "Phoenix" - 4:07
6. "Destiny" - 4:29
7. "Sometimes Love Is Not Enough" - 4:21
8. "Run Away" - 4:13
9. "Wøhin" - 3:56
10. "In Dein Leben" - 3:28
11. "Last Will" - 4:10
12. "Der Letzte Akt" - 5:04
13. "Dein Herz" - 3:36

## Pistas adicionales
La edición limitada de Digi-Pack incluye 2 canciones extra, después de "Der Letzte Akt" y antes de "Dein Herz":

• "Bis ans Ende der Zeit" - 3:33

• "Dying Day" - 4:07
- Datos: Q4820304